# Hiralal Yadav
Hiralal Yadav (India, 1925-12 de mayo de 2019) fue un cantante de folk indio, que recibió el Padma Shre el cuarto premio civil más alto de la India en 2019. Él fue galardonado con el Premio Yash Bharti en 2015.

## Discografía

### Álbumes
| Año  | Nombre del álbum                            | Etiqueta                                              |
| ---- | ------------------------------------------- | ----------------------------------------------------- |
| 1992 | Devar Bhabhi Ki Holi                        | Serie t                                               |
| 1993 | Ram Bhakt Ghurhu Kisan                      | Serie t                                               |
| 1995 | Jhoori Sangram Singh                        | Serie t                                               |
| 1997 | Chabda Chatti Peeta                         | Serie t                                               |
| 2001 | Gadhavat Swami Sadguru Bhajan               | Serie t                                               |
| 2014 | India: música popular del norte de la India | Grabaciones del Smithsonian Folkways / Auvidis-UNESCO |

## Premios
- Padma Shri en 2019 del Gobierno de la India.
- Premio Yash Bharti en 2015 del Gobierno de Uttar Pradesh.[3]